# Золотий улан

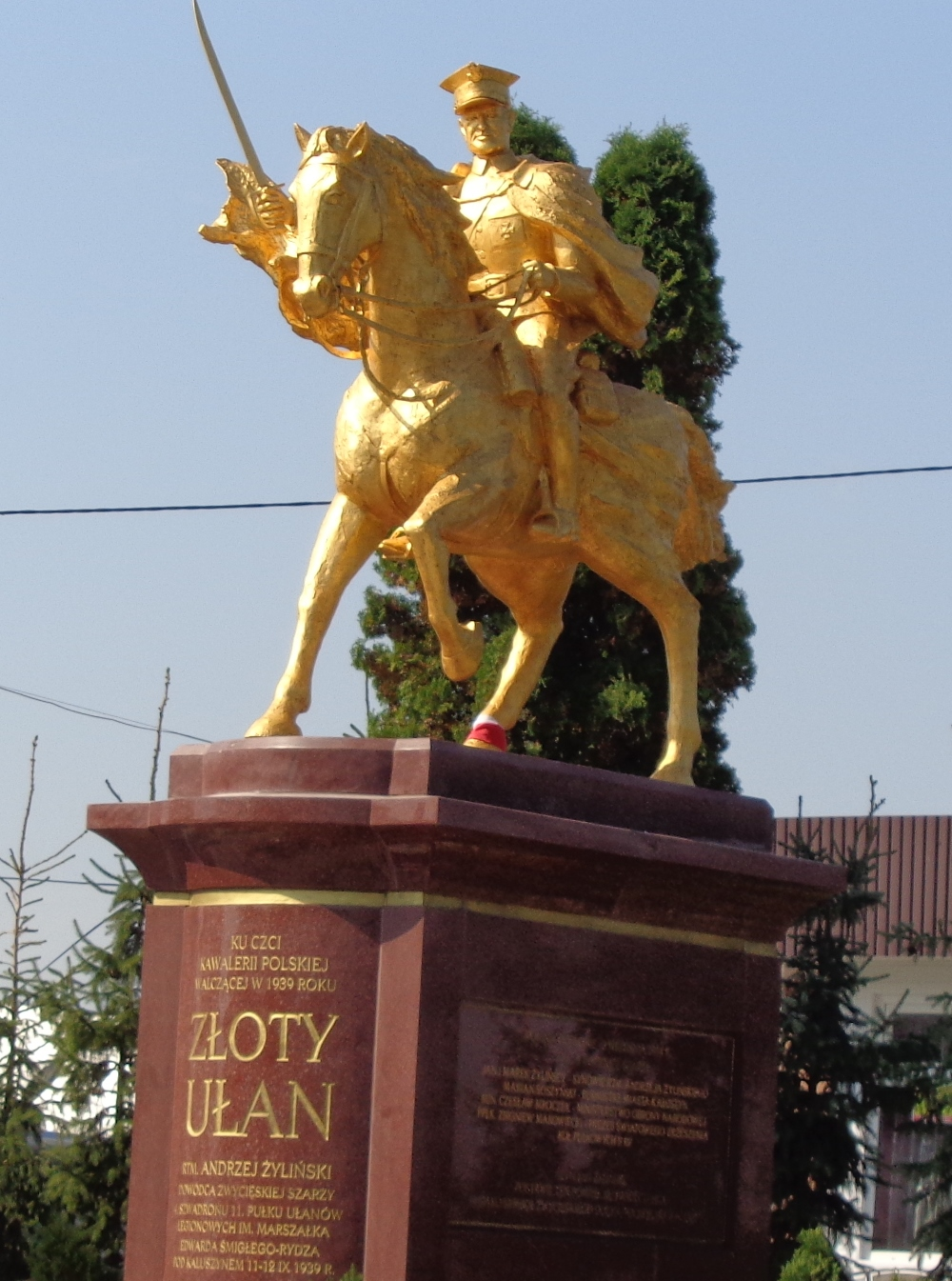
Золотий улан в Калушині

Золотий вершник або Золотий улан пол. Złoty Ułan — кінна статуя в м. Калушині, за 50 км від Варшави (Мазовецьке воєводство, Польща) на міжнародній трасі Варшава-Москва. Встановлений на честь битви під Калушином, що відбулася 11 і 12 вересня 1939 року між польською кавалерією і силами вермахту під час польської кампанії на початку Другої світової війни. 11 вересня 1939 року тут сталася одна з найкровопролитніших битв вересневої кампанії 1939 р., яка закінчилася перемогою поляків. Перший у Польщі пам'ятник, покритий золотом. Відкритий 13 вересня 2014 року. Автор пам'ятника — скульптор Роберт Собочинський. Ініціатором створення пам'ятника і головним інвестором «Золотого Улана» є Ян Жилинський пол. Jan Żyliński. Бізнесмен, що мешкає в Лондоні, не просто однофамілець героя польської історії, це син командира 4-го ескадрону 11-го кавалерійського полку — ротмістра Андрія Жилинського.

## Опис
Бронзовий пам'ятник представляє улана на коні, з піднятою вгору шаблею, що закликає товаришів до бою. Постамент, на якому встановлено позолочену бронзову статую, обкладений плитами з червоного граніту, доставленого з Індії. Загальна висота пам'ятника — 8 метрів, вага — більше 30 тонн. Вартість оцінюється приблизно в 1 млн злотих. За задумом творців пам'ятника, він повинен розвінчати міф про те, що польські кавалеристи з шаблями наголо кидалися на німецькі танки і гинули під їхніми гусеницями.